# Johannes Hassebroek
Johannes Hassebroek (* 11. Juli 1910 in Halle (Saale); † 17. April 1977 in Westerstede) war ein deutscher SS-Führer und Lagerkommandant des Konzentrationslagers Groß-Rosen.

## Werdegang
Johannes Hassebroek, evangelisch-lutherisch getauft, war das dritte Kind sowie einziger Sohn eines Strafvollzugsbeamten und verbrachte seine Kindheit in geordneten Verhältnissen in Halle an der Saale. Nachdem er seine Schullaufbahn mit der mittleren Reife 1926 abgeschlossen hatte, begann er in einer Maschinenfabrik eine kaufmännische Lehre. Nach dem Abschluss seiner Lehre arbeitete er als kaufmännischer Angestellter. Im Jahr 1931 wurde er entlassen und war drei Jahre lang arbeitslos. Anschließend verrichtete er einige Gelegenheitsarbeiten und schlug dann zunächst die Verwaltungslaufbahn beim Finanzamt im Merseburg ein. Im Jahr 1937 erfolgte seine Heirat, aus der Ehe gingen drei Kinder hervor.

## Die nationalsozialistische Prägung
Hassebroek, durch sein Elternhaus national denkend und antikommunistisch erzogen, trat bereits Anfang Mai 1923 dem Bismarckbund bei, einer Jugendorganisation im Dunstkreis des Stahlhelms. Er orientierte sich dabei an seinem Vater, der Mitglied des Stahlhelms war. Anfang November 1929 verließ er den Bismarckbund und trat danach der SA und zum 1. Juni 1930 der NSDAP bei (Mitgliedsnummer 256.527), motiviert durch die Teilnahme an einem Reichsparteitag der NSDAP in Nürnberg. Auch Schlägereien mit den Kommunisten, bei denen er Kopfverletzungen davontrug, und seine zeitweise Arbeitslosigkeit verbunden mit der Abneigung gegen das Weimarer System dürften ihn zu diesem Schritt veranlasst haben.
Durch die Vermittlung eines Bekannten setzte er seine Verwaltungslaufbahn ab 1934 bei der Verwaltung des SD (Abschnitt XVII/XVIII) in Halle fort und trat der SS (SS-Nr. 107.426) bei. Es folgten eine zweiwöchige militärische Ausbildung bei der SS-Verfügungstruppe und ab November 1934 im Rahmen der Anwartschaft zur SS-Führerausbildung ein militärischer Grundlehrgang bei der Leibstandarte SS Adolf Hitler. Im April 1935 begann er einen Führerlehrgang an der SS-Junkerschule in Braunschweig. Durch diesen Lehrgang verfestigte sich seine nationalsozialistische Weltanschauung. Hassebroeck, der sich erst im Verlauf des Lehrgangs in seinen Leistungen steigern konnte, schloss die Ausbildung zum SS-Führer Ende Januar 1936 letztlich mit Erfolg ab.
Ab April 1936 wurde Hassebroek, der die Dachauer Schule unter Theodor Eicke durchlief, dem SS-Totenkopfverband Ostfriesland beim KZ Esterwegen zugeteilt. Zunächst war er dort Angehöriger der Wachtruppe und Zugführer, stieg aber bereits im Juli 1937 zum Adjutanten des Kommandeurs des SS-Totenkopfverbandes Ostfriesland Otto Reich auf. Nach der Schließung des KZ Esterwegen wurde er 1937 zu einer anderen Einheit der SS-Totenkopfverbände nach Oranienburg beim KZ Sachsenhausen versetzt.

## Fronteinsatz und KZ-Kommandant
Nach Ausbruch des Zweiten Weltkrieges nahm Hassebroek als Kompanieführer der 2. SS-Totenkopfstandarte Brandenburg zunächst am Überfall auf Polen teil. Nach der Eingliederung der Standarte in die SS-Division Totenkopf nahm er mit dieser Einheit ab Mai 1940 am „Westfeldzug“ und ab dem 22. Juni 1941 am Überfall auf die Sowjetunion teil. Ab Januar 1942 war er an der Ostfront als Kompanieführer eingesetzt.
Im Juni 1942 wurde er in der Kesselschlacht von Demjansk durch einen Schuss am Unterschenkel verwundet. Nach mehreren Lazarettaufenthalten wurde Hassebroek zur Amtsgruppe D des SS-Wirtschafts-Verwaltungshauptamtes versetzt. Ab Mitte November 1942 leitete Hassebroek, nach der Verletzung nicht mehr kriegsverwendungsfähig, das Außenlager Heinkel-Werke des KZ Sachsenhausen. Von dort wurde er im Oktober 1943 als Lagerkommandant in das KZ Groß-Rosen versetzt und löste in dieser Funktion Wilhelm Gideon ab. Ab Ende 1943 wurde das KZ Groß-Rosen erweitert, diverse neue Außenlager aufgebaut und zudem vervierfachte sich die Anzahl der Häftlinge bis zum Anfang des Jahres 1945. Während der Dienstzeit Hassebroeks in Groß-Rosen starben zwischen 30.000 und 35.000 Häftlinge dieses Konzentrationslagers. Nach Kriegsende bezeugten die deutschen Häftlinge eine Verbesserung ihrer Lebenslage unter Hassebroeks Kommandantur, die Lage für die polnischen, sowjetischen und jüdischen Häftlinge verschlechterte sich jedoch erheblich. Nach der Räumung des KZ Groß-Rosen im Februar 1945 verließ Hassebroek mit dem Großteil seines Kommandostabes das Lager und gelangte über das Außenlager Zittau in das Nebenlager Reichenau im Sudetenland.
In der SS stieg Hassebroek Ende Januar 1944 bis zum SS-Sturmbannführer auf.

## Nach Kriegsende
Im August 1945 wurde Hassebroek verhaftet. In Hamburg begann im August 1948 der Prozess gegen ihn vor einem britischen Militärgericht. Wegen der Ermordung von britischen Offizieren im KZ Groß-Rosen wurde er am 22. Oktober 1948 zum Tode verurteilt. Das Todesurteil wurde jedoch nicht vollstreckt. Bereits Mitte September 1954 wurde er aus der Haft entlassen, zog nach Braunschweig zu seiner Familie und arbeitete wieder im kaufmännischen Bereich. Im Mai 1967 musste er sich erneut vor dem Landgericht Braunschweig wegen Mordes an zwölf Häftlingen des Konzentrationslagers Groß-Rosen verantworten. Das Gericht erkannte aber lediglich auf Totschlag, und wegen der Verjährung dieses Straftatbestandes wurde Hassebroeck im Juni 1970 freigesprochen. Dieses Urteil wurde durch den Bundesgerichtshof bestätigt.
Hassebroek verleugnete seine Tätigkeit als Lagerkommandant auch in einem mit Tom Segev geführten Interview im März 1975 nicht. Er starb im April 1977 in Westerstede.